# Juntura

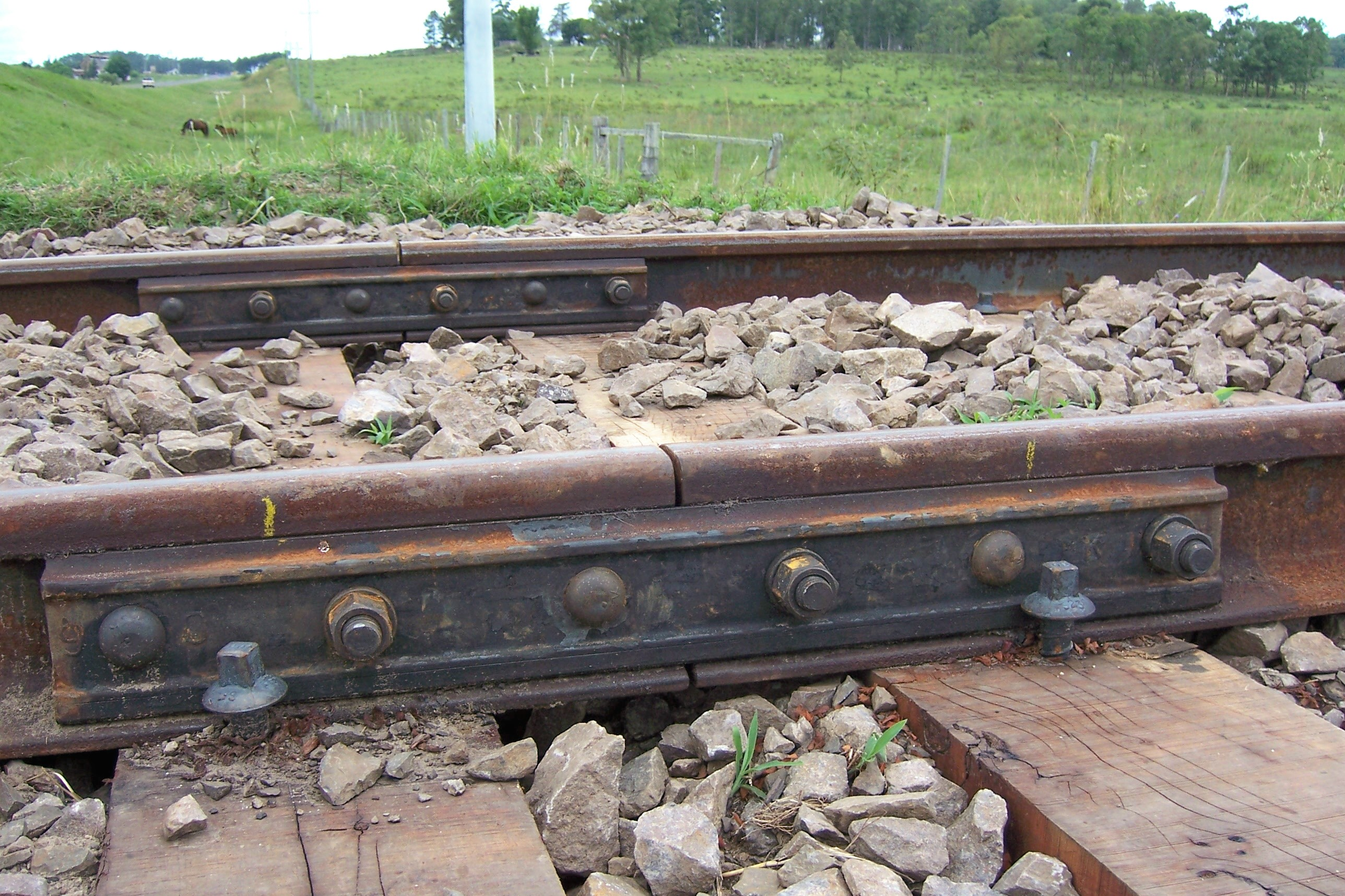
Junta de vía en rieles de perfil R50.

En vías férreas, se denomina juntura o junta al sector de unión de los raíles o rieles. Constituye el punto débil de la vía, especialmente desde el punto de vista dinámico con el uso de eclisas aseguradas por pernos. El paso de la rueda por la juntura determina un choque, cuyos efectos negativos son aumentar la resistencia a la tracción, colaborar al desplazamiento longitudinal de los raíles, producir el machacado del balasto e imponer al raíl flexiones y deformaciones que pueden llegar a ser permanentes, siendo esta la razón de su sustitución por la soldadura (RCS), que aporta grandes ventajas con la continuidad de la vía, y menor mantenimiento, mayor vida útil tanto de la vía como de las traviesas, menor resistencia a la rodadura.

## Características
Las junturas eclisadas tienen como función básica el permitir la dilatación térmica de los raíles ante los cambios de temperatura. En el caso de las uniones soldadas, el problema de dilatación se acentúa, aunque a partir de 12 m, el rozamiento que realizan las sujeciones absorbe todos los esfuerzos de dilatación, con lo que el cálculo puede ser realizado como una viga empotrada de 12 m.
Hay diversas clases de junturas abiertas (con eclisas), normalmente a tope, en cuanto a su disposición, pueden ser junturas alternadas o enfrentadas. Las enfrentadas acentúan el galope de los vehículos y las alternadas, la oscilación respecto al eje longitudinal, siendo estas las usadas en España antes de ser sustituidas por las soldadas. De acuerdo con el tipo de apoyo, se clasifican en suspendidas (cuando se ubican entre durmiente y durmiente) o apoyadas (cuando se ubican sobre un durmiente). También hay eclisas provisionales, combinadas para unir diferentes perfiles, o aisladas eléctricamente, tanto con aislante o pegadas.
La mínima longitud de una vía para que se considere el raíl continuo soldado (RSC) es variable y depende del tipo de raíl, sujeciones, traviesas, balasto y régimen térmico de la zona. En general, se estima que es de 200 m, con los raíles soldados en planta por soldadura eléctrica varían entre 120 y 800 m.

## Requisitos de la vía soldada continua
Los requisitos de la vía soldada continua para garantizar la necesaria seguridad del servicio son:
- Se requieren ciertos radios de curvas mínimos para evitar que se presenten fenómenos de inestabilidad elástica.
- Plataforma estable y balasto permeable
- Sujeciones aporten una elevada resistencia al movimiento del rail.
- Cuidadosa conservación y control periódico
- Cuidadosa neutralización de las tensiones internas de la vía.
- Los puentes sin balasto no deben transmitir esfuerzos de origen térmico al rail soldado continuo.
- No deben disponerse los comienzos del rail soldado continuo en los cambios de perfil; juntas de frenado o de arranque habitual, ni en pasos a nivel.

En la actualidad, las junturas suelen ser soldadas, tanto por soldadura eléctrica por resistencia como por soldadura aluminotérmica por fusión.
- Datos: Q5956604